# Alfred Cohn
Alfred Cohn (Copenaghen, 14 giugno 1867 – 6 luglio 1932) è stato un regista e attore danese.

## Filmografia

### Regista
- Den hvide slavehandel - cortometraggio (1910)
- Kapergasten (1910)
- Den sorte familie (1914)
- Gyldne Lænker - cortometraggio (1914)
- Arvingen til Skjoldborg (1914)
- Bagerstrædes Hemmelighed - cortometraggio (1914)
- De kære Nevøer (1914)
- Den gæve Ridder - cortometraggio (1915)
- Den hvide rytterske (1915)
- Enken (1915)
- Brandmandens Datter (1915)
- Gissemands Kærlighedshistorie - cortometraggio (1915)
- Kærlighedens Firkløver (1915)
- Lille Teddy (1915)
- I de unge Aar (1915)
- Gaardsangersken (1916)
- Voksdamen (1916)
- Hjertevirtuosen - cortometraggio (1916)
- Fru Kristina (1917)
- Moderens Øjne (1917)
- Livets Stormagter (1918)

### Attore
- Elverhøj, regia di Gunnar Helsengreen - cortometraggio (1910)
- En Helt fra 64, regia di Gunnar Helsengreen - cortometraggio (1910)
- Valdemar Sejr, regia di Gunnar Helsengreen - cortometraggio (1910)
- Greven af Luxemburg, regia di Gunnar Helsengreen - cortometraggio (1910)
- Kapergasten, regia di (non accreditato) Alfred Cohn (1910)
- Ansigttyven I, regia di Gunnar Helsengreen (1910)
- Ansigttyven II, regia di Gunnar Helsengreen (1910)
- Ambrosius, regia di Gunnar Helsengreen - cortometraggio (1910)
- Morfinisten, regia di Louis von Kohl - cortometraggio (1911)
- Venus, regia di Gunnar Helsengreen (1911)
- Nøddebo præstegaard, regia di Frederik Schack-Jensen (1911)
- Menneskejægere - cortometraggio (1912)
- Fæstningsspioner - cortometraggio (1913)
- Den sorte familie, regia di Alfred Cohn (1914)
- Enken, regia di Alfred Cohn (1915)
- Du skal ære, regia di Fritz Magnussen (1918)
- Fangen fra Erie Country Tugthus, regia di Fritz Magnussen (1918)
- Skæbnesvangre vildfarelser, regia di Fritz Magnussen (1918)